# Strangalia melanura

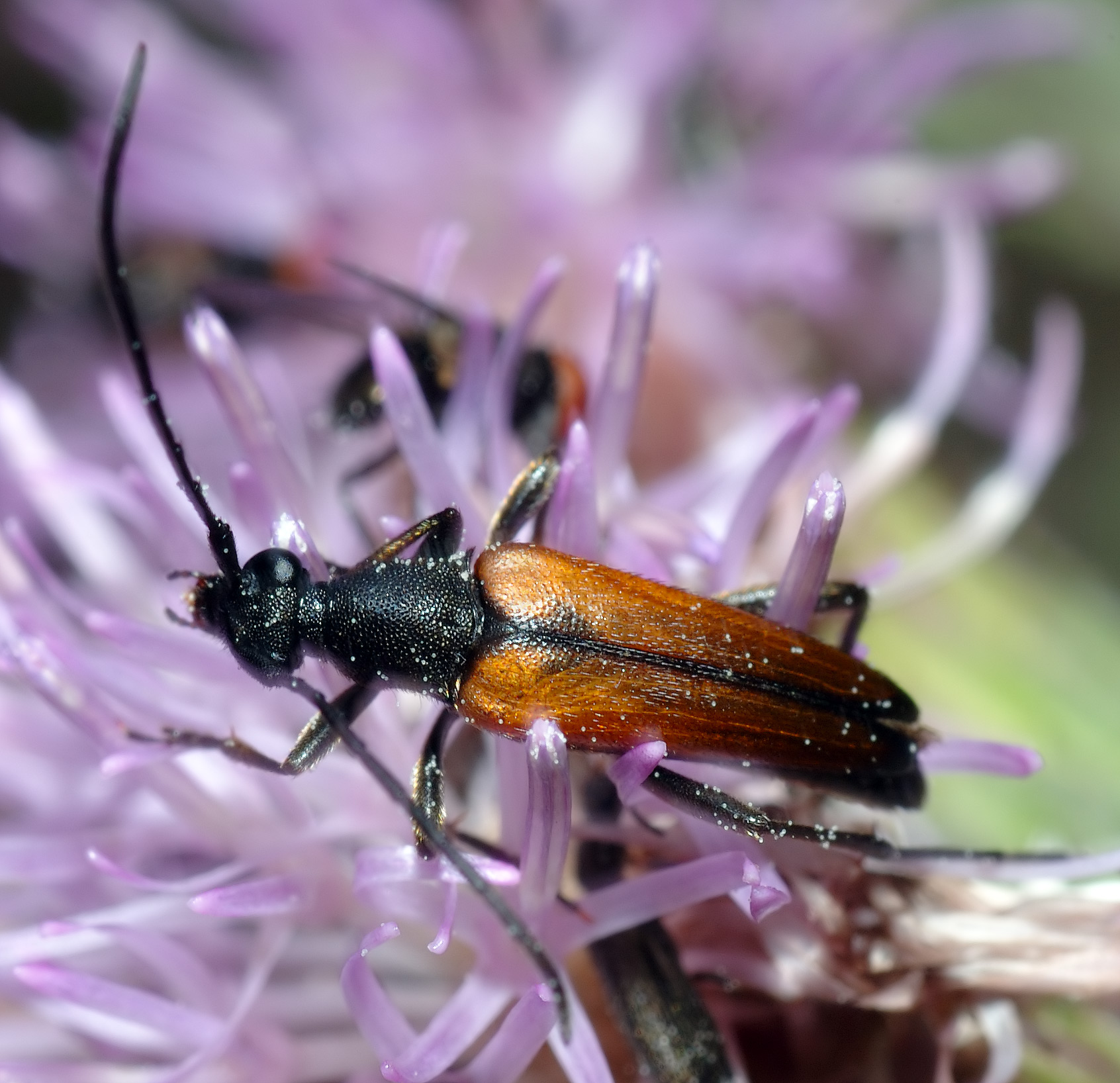

Strangalia melanura là một loài bọ cánh cứng trong họ Cerambycidae.